# Robert Žolek
Robert Žolek, slovenski hokejist, * 12. marec 1967, Slovenija.
Žolek je bil dolgoletni hokejist kluba HK Cinkarna Celje. V sezoni 1991/92 je v slovenski ligi dosegel 33 golov in 21 podaj, s čimer je bil peti strelec prvenstva in prvi strelec svojega kluba. Za slovensko reprezentanco je nastopil na Svetovnem prvenstvu 1993 skupine C, kjer je zaigral na sedmih tekmah, na katerih je dosegel dva gola in eno podajo.

## Pregled kariere (nepopoln)
Odebeljeno - reprezentančni nastopi, glej tudi Statistika pri hokeju na ledu.
| Moštvo            | Liga                 | Sezona |    | Redni del | Redni del | Redni del | Redni del | Redni del | Redni del |   | Končnica | Končnica | Končnica | Končnica | Končnica | Končnica |
| ----------------- | -------------------- | ------ | -- | --------- | --------- | --------- | --------- | --------- | --------- | - | -------- | -------- | -------- | -------- | -------- | -------- |
| Moštvo            | Liga                 | Sezona | OT | G         | P         | T         | +/-       | KM        | OT        | G | P        | T        | +/-      | KM       |          |          |
| HK Cinkarna Celje | Slovenska liga       | 91/92  |    |           | 33        | 21        | 54        |           |           |   |          |          |          |          |          |          |
| Slovenija         | Svetovno prvenstvo C | 93     |    | 7         | 2         | 1         | 3         |           | 2         |   |          |          |          |          |          |          |
| HK Cinkarna Celje | Slovenska liga       | 94/95  |    |           |           |           |           |           |           |   |          |          |          |          |          |          |
| Skupaj            |                      |        |    | 7         | 35        | 22        | 57        |           | 2         |   |          |          |          |          |          |          |